# Pietro Paolo Menzietti
Pietro Paolo Menzietti (San Benedetto del Tronto, 18 gennaio 1938 – San Benedetto del Tronto, 4 gennaio 2016) è stato un politico italiano.
Eletto consigliere provinciale della Provincia di Ascoli Piceno ininterrottamente dal 1964 al 1985, ha ricoperto l'incarico di vice presidente della stessa provincia dal 1975 al 1980.
Dal 1972 al 1992 è stato dirigente dell'Ufficio pesca marittima della Regione Marche (con interruzione per mandato parlamentare dal 1987 al 1992); eletto consigliere comunale dal 1973 al 1990 al comune di San Benedetto del Tronto dove ha svolto anche il ruolo di vice sindaco dal 1985 al 1987.
Eletto deputato nella Circoscrizione Marche nella X legislatura, ha fatto parte della commissione "Marina Mercantile, trasporti, poste e telecomunicazioni", primo firmatario di diverse proposte di legge in materia ambientale, in particolare nell'area delle risorse marina.
Nel biennio 1993-1995 è stato presidente dell'assemblea nazionale LEGAPESCA.
In qualità di presidente del Consorzio Mediterraneo (pesca, acquacoltura, ambiente) ha promosso e coordinato progetti di sperimentazione e ricerca nell'ambiente marino.
Dal 1996 al 2001 è stato presidente della Multi Servizi spa (azienda di servizi tra cui trasporto su gomma, parcheggi, informatica, turismo, ecc.).